# Graphe de Reeb

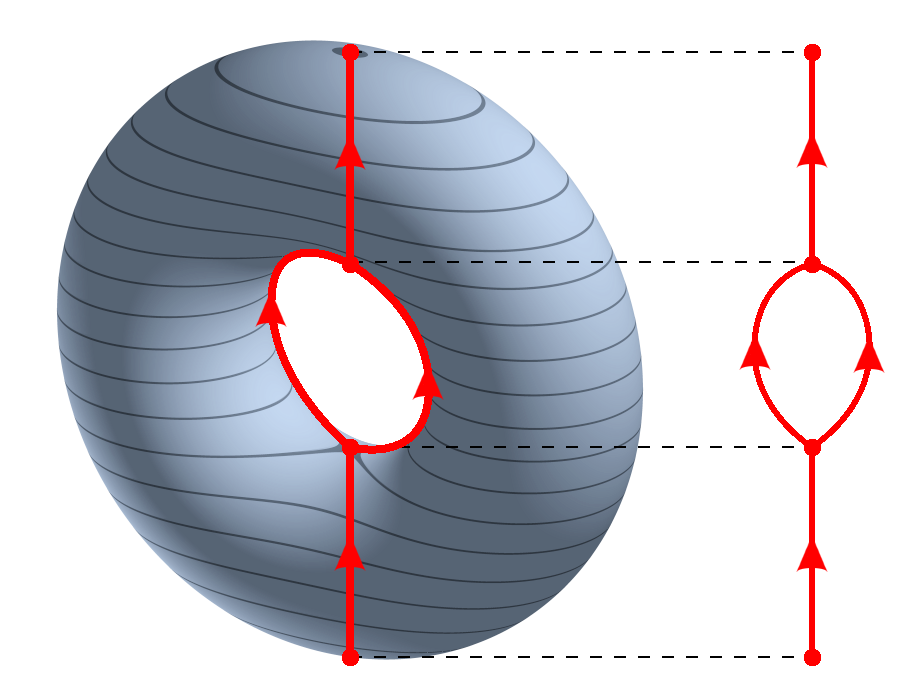
Graphe de Reeb de la fonction de hauteur sur un tore.

Le graphe de Reeb, nommé d'après le mathématicien français Georges Reeb, est un objet mathématique reflétant la façon dont évoluent les composantes connexes des lignes de niveau d'une fonction. C'est un outil issu de la théorie de Morse qui a des applications diverses en géométrie algorithmique, en infographie ou encore en analyse topologique des données (en).

## Définition
Soit {\displaystyle X} un espace topologique et {\displaystyle f:X\rightarrow \mathbb {R} } une fonction continue. Soit {\displaystyle \sim } la relation d'équivalence telle que {\displaystyle p\sim q} si et seulement si {\displaystyle p} et {\displaystyle q} appartiennent à la même composante connexe d'une même ligne de niveau {\displaystyle f^{-1}(c)} pour un certain réel {\displaystyle c}. Le graphe de Reeb est alors l'espace quotient {\displaystyle X/\sim }.